# Евланов, Николай Павлович
Никола́й Па́влович Евла́нов (1861—1931) — русский архитектор, один из мастеров стиля модерн.

## Биография
Родной брат архитекторов Г. П. Евланова и А. П. Евланова. Получил свидетельство ТСК МВД на право проведения работ по гражданской строительной и дорожной части в 1897 году. Некоторое время работал помощником в архитектурной мастерской Р. И. Клейна. Во время частной архитектурной практики нередко занимался перестройками и капитальным ремонтом зданий. В 1926 году работал архитектором Московского совета потребительских обществ.
По мнению искусствоведа М. В. Нащокиной, наиболее значительным произведением Евланова является выполненный в стиле модерн доходный дом Болдыревых на Яузском бульваре в Москве.
Похоронен на Ваганьковском кладбище.

## Постройки в Москве

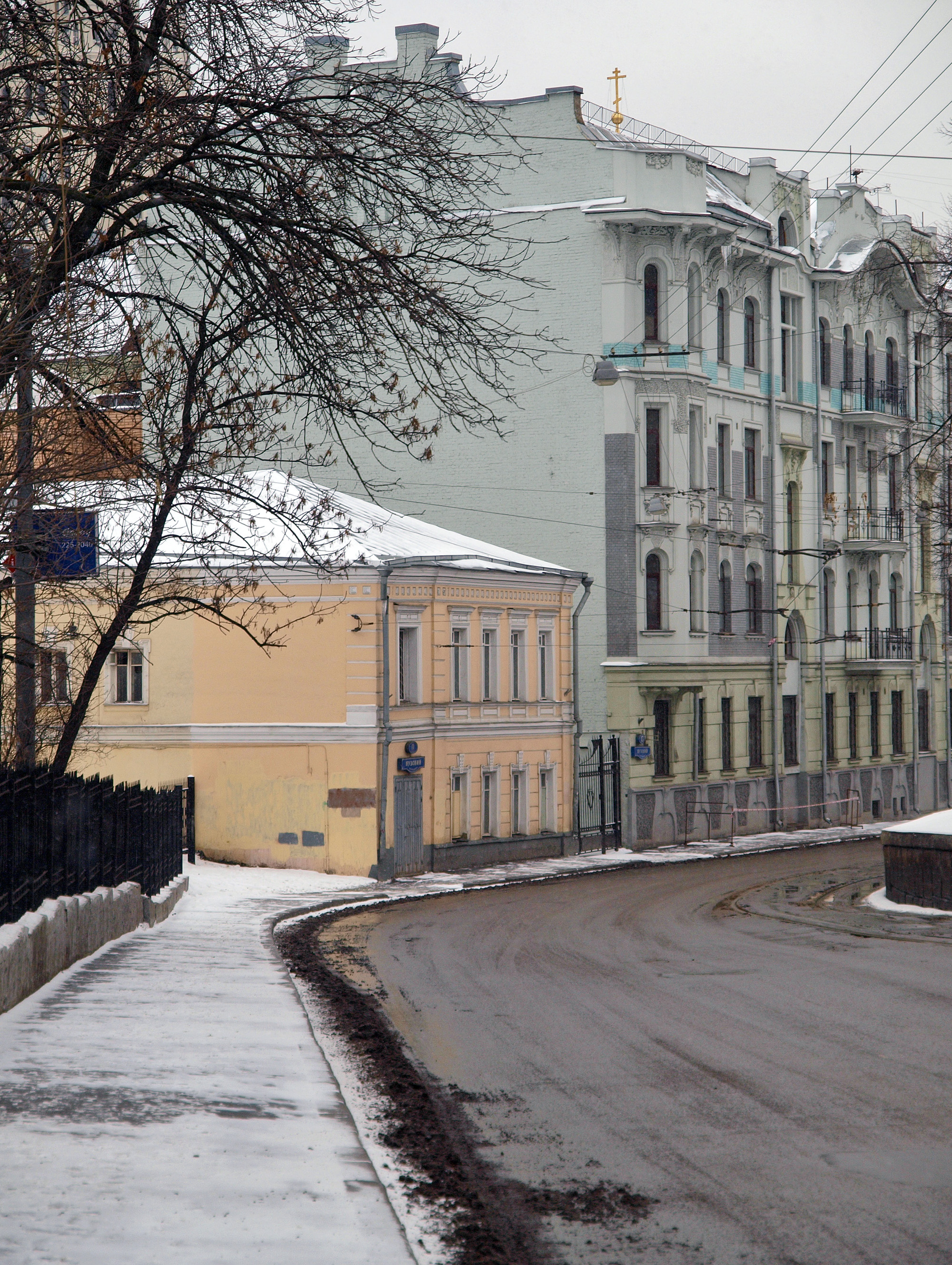
Доходный дом И. И. и Н. И. Болдыревых (на заднем плане)

- Изменение фасада дворовой постройки во владении братьев Скворцовых (1894, Моховая улица, 4/7);
- Каменная купальня над частью пруда во дворе гостиницы Товарищества Эрмитаж-Оливье (1895, Неглинная улица, 29), не сохранилась;
- Перестройка доходного дома (1900, угол Васильевского переулка и Первой Брестской улицы);
- Дом Жучкова (1900, Толбинский переулок);
- Главный дом усадьбы Н. И. Морозова (1900, улица Станиславского, 6, стр. 1)[4];
- Капитальный ремонт дома Карзинкиной (1900, Елоховская улица);
- Капитальный ремонт дома Торопова (1900, Цветной бульвар);
- Дом Н. И. Манина (1901, улица Малые Каменщики);
- Дом О. К. Чибисовой (1901, Первая Тверская-Ямская улица), не сохранился;
- Доходный дом И. И. и Н. И. Болдыревых, совместно с Г. А. Гельрихом (1908, Яузский бульвар, 13 (левое строение)[5];
- Служебные строения во владении А. В. Мездриковой (1908, Сокольники), не сохранились;
- Дом настоятеля Иерусалимского Патриаршего подворья (1908, Филипповский переулок, 20);
- Доходный дом Общества призрения престарелых артистов (1909, Красная пресня, 30);
- Доходный дом (1910, улица Казакова, 29);
- Проект перестройки доходного дома во владении братьев Грибовых, совместно с Г. А. Гельрихом (1910—1912, улица Чаплыгина, 3), не осуществлён;
- Дом И. И. Болдырева (1912—1913, Зубовский бульвар), надстроен;
- Доходный дом (1913, Факельный переулок, 9/11).